# プチコミック
『プチコミック』 (Petit Comic) は、小学館から発売されている漫画雑誌。発売日は毎月8日。
創刊号は1977年1月1日号。当初は季刊で、1978年の隔月刊化を経て、1980年から月刊となっている。2009年ごろより、20歳前後の女性をターゲット層に設定している。
キャッチコピーは「まんがみたいな恋はある。」。

## 略歴
- 1977年 - 1月1日号が創刊号。販売価格は320円[5]。創刊時は萩尾望都作品の特集が組まれていた[6]。当初は『少女まんがに新しいときめき!!』というキャッチコピーが銘打たれていたが、のちに7月号より『すてきなティーンのロマンチック・コミック!』に変更した[7]。
- 1978年 - 5月号から隔月刊（奇数月刊）となる[2]。また、この年に『プチコミック増刊』が創刊。6月号を創刊号とする[8]（偶数月刊）。
- 1980年 - 5月号から『プチコミック』が月刊となる[2]。
- 2000年 - 6月発売分から、発売日を24日から8日に変更[2]。
- 2010年 - 増刊号『姉系プチコミック』創刊[9]。
- 2014年 - 8月発売分から、『姉系プチコミック』が隔月刊化。以後、偶数月5日に発売される[9]。
- 2017年ごろ - デジタル版開始。発売日は本誌と同日。
- 2019年 - デジタル限定で『妻プチ』創刊[10]。
- 2022年 - 4月号をもって創刊45周年を迎える。これを記念して、「Happy45」と題した特別企画が行われた[11][12]。

## 歴代編集長
- 岡田真弓[13]（2018年 - 2023年）
- 須藤綾子[14]（2023年 - ）| [icon] | この節の加筆が望まれています。 |

## 連載作品

### 現在連載中の作品
2025年9月号現在。
- いいから黙ってキスをして（わたなべ志穂）
- オトナの遠足（小出真朱→ながえ直→川瀬あや→藤原よしこ→笑夢かぇる→大原えり）※2022年4月号から2024年4月号、2024年10月号から2024年12月号は毎月作家を交代して連載
- 結婚しましょう、恋する前に（宮園いづみ）
- これは犯罪ではなく恋です。（川瀬あや）
- 婚前逃避行（山本巳未）
- 漆黒の猫は溺愛する（如月ひいろ）
- 社長、お慕い申し上げます。（市原ゆうき）
- 上京ラブストーリー 〜ずっと恋が始まらない〜（桜井美也）
- ぜんぶ初恋のせいだ（円城寺マキ）
- その男、沼につき。（相川ヒロ）※連載開始時は短期集中連載[15]
- 藤堂秘書は今日も塩対応（ましろ雪）
- nest（一井かずみ）
- 夜ノ井月彦の幸せな地獄（桜田雛）
- ラブ★ハラ〜社内コンプライアンス恋愛〜（平野夜子）
- ラブファントム（みつきかこ）
- リベンジ・ウェディング（安タケコ）

### 過去の連載作品

#### あ行
- 愛してるって言ってもいいよ（織田綺）
- 愛人 あいするひと（吉原由起）
- 愛というには正しくない（山本巳未）
- 愛になんて溺れない（宮園いづみ）
- 愛のように幻想りなさい（石塚夢見）
- 青い鳥症候群（河野やす子）
- 悪魔と一途 -虜-（織田綺）
- 悪役令嬢は2度死ぬ（川瀬あや）
- あなたがいれば（吉村明美）
- あなたに花を捧げましょう（大海とむ）
- あなたのオモチャ（長江朋美）
- あなたは愛を信じますか?（あらいきよこ）
- 甘くなるまで待てません（円城寺マキ）
- あやまち運命論（和久原にこ）
- 荒瀬さんのアラサーな日常（ナオダツボコ）
- いかがわしくてすみません（香椎へんり）
- いけいけ! さくら（長江朋美）
- いじわるシロップ（畑亜希美）
- いただきます（吉原由起）
- いまはまだだいじょうぶ。（室たた）
- ヴィーナスにあらず（吉原由起）
- ウェディングコール-アラサーメガネの婚活日記-（七島佳那）
- 美しい野獣に迫られています〜フォロワー200万人の年下彼氏〜（ましろ雪）
- 海よりも深く（吉村明美）
- SP×ベイビー（円城寺マキ）
- Sラブ（みつきかこ）
- 王様に捧ぐ薬指（わたなべ志穂）
- 王様は花にかしずく（井山ゆー）
- お腹の中でかくれんぼ（あらいきよこ）
- お願い、それをやめないで（如月ひいろ）
- お・ぼ・れ・た・い（吉原由起）
- 溺れる吐息に甘いキス（如月ひいろ）
- 女の引っ越しの9割は恋のせいである（笑夢かぇる）

#### か行
- かたおもい書店（畑亜希美）
- 花音（さいとうちほ）
- 官能小説（藤井みつる）
- きっと愛してしまうんだ。（一井かずみ）
- 君がブルーバード（山田こもも）
- 今日もおいしくいただきます（内田カリス）
- 巨婚！〜森野課長とでっかい恋をする〜（平野夜子）
- 霧の森ホテル（篠原千絵）
- 麒麟館グラフィティー（吉村明美）
- 禁断の恋でいこう（大海とむ）
- 黒子に恋は、いりません。（わたなべ志穂）
- 黒蔦屋敷の秘めごと（大海とむ）
- GEI-SYA -お座敷で逢えたら-（秋里和国）
- 研究テーマは「結婚」です（川瀬あや）
- 恋うま〜恋するために生まれてきたの〜（長江朋美）
- 恋がヘタでも生きてます（藤原晶）
- 恋について話そうか（藤原よしこ）
- 恋は彼の手のひらの上（山本巳未）
- 恋はつづくよどこまでも（円城寺マキ）
- 恋人になる時間です（山田こもも）
- 恋人は旦那さま（山田こもも）
- 恋物語（さいとうちほ）
- 恋 輪廻〜青月奇譚〜（今井康絵）
- 恋をするまで帰さない（織田綺）
- 公私混同いたしません！（海石ともえ）
- 極楽浄土へいかせましょう（今井康絵）
- この領域、侵入禁止（内田カリス）
- これからはじまる恋をおしえて（山田こもも）
- 婚前レンアイ（吉岡李々子）[16]
- 今度の恋は勝ちましょう（七島佳那）

#### さ行
- さあ 秘密をはじめよう（一井かずみ）
- 最推しの花嫁候補に選ばれました（ましろ雪）
- SILENT EYE（赤石路代）
- さようなら、美しい人（藤井みつる）
- シネマの帝国（赤石路代）
- 砂糖菓子少年（すぎ恵美子）
- 18歳、新妻、不倫します。（わたなべ志穂）
- 生涯きみにはかなわない（市原ゆうき）
- 上京日和（藤井みつる）
- シンデレラ・コンシェルジュ（七島佳那）
- 深夜のダメ恋図鑑（尾崎衣良）
- スイート オアシス（秋里和国）
- スウィートHR〜南先生のヒミツの放課後〜（横山真由美）
- 鈴が音のさやさや（秋里和国）
- せいせいするほど、愛してる（北川みゆき）
- 絶食彼氏攻略せよ（一井かずみ）
- 千一夜の鍵（さいとうちほ）
- その時、君が泣いた（藤原よしこ）
- それでも恋は君を救う（室たた）

#### た行
- ダーリンは生モノにつき（吉原由起）
- ダイヤモンド・ライフ（藤原晶）
- 抱きしめたい（小純月子）
- タダ者じゃない奴らたち！（粒見よう子）
- 耽溺のススメ（如月ひいろ）
- 痴情の接吻（如月ひいろ）
- 注文の多い玉の輿婚（川瀬あや）
- 長女は恋でソンをする（藤原晶）
- 蝶よ花よ（吉原由起）
- チョコレートガール（吉原由起）
- つまり好きって言いたいんだけど、（円城寺マキ）
- ディア ブラザー! （円城寺マキ）
- どうしようもない僕とキスしよう（北川みゆき）
- 同棲できるかな？（ながえ直）
- どうせ死ぬなら溺れてみせて（井山ゆー）
- どうせもう逃げられない（一井かずみ）
- どうぞ可愛がってください（相川ヒロ）
- 刻だまりの姫（篠原千絵） ※ 携帯コミックサイト「モバイルフラワー」での描き下ろし連載へ移行
- どきどき♡ブライダル（石塚夢見）
- 棘にくちづけ（如月ひいろ）
- 突然ですが、明日結婚します（宮園いづみ）
- どれだけ甘いシナリオだって（宮園いづみ）

#### な行
- 謎解きはディナーのあとで（川瀬あや、原作：東川篤哉）
- 汝、ぼくに恋をせよ（井山ゆー）
- ニセ婚〜ダンナ雇用計画〜（安タケコ）
- 2度目の恋は嘘つき（畑亜希美）
- 願ったり叶ったり（和久原にこ）

#### は行
- はあはあ（吉原由起）
- PARTNER（名香智子）
- ハイティーン・ブギ（作：後藤ゆきお、画：牧野和子）
- バカでもクズでもいいじゃない（笑夢かぇる）
- バシリスの娘（さいとうちほ）
- はずみでヨメになりました（小出真朱）
- 華恋がたり（今井康絵）
- はぴまり〜Happy Marriage!?〜（円城寺マキ）
- ハマってしまう女たち!（粒見よう子）
- 薔薇色myハニー（大海とむ）
- 薔薇のために（吉村明美）
- パール・パーティー（名香智子）
- P.A.（赤石路代）
- P.S.あいらぶゆう（吉村明美）
- 秘書魂（織田綺）
- VIDEO J（赤石路代）
- 独り身ですが何か？（安タケコ）
- ビューティフル（さいとうちほ）
- ファースト・ガール（さいとうちほ）
- Fight25（すもと亜夢）
- ふたりぼっちの屋根の下（井山ゆー）
- ふたりめの王子様（和久原にこ）
- プチ・エゴイスト（秋里和国）
- 不眠不休で夢とか恋とか（宮園いづみ）
- プライベート・プリンス（円城寺マキ）
- へたれスパイラル（藤井みつる）
- ピアニシモでささやいて（石塚夢見）
- 放課後の賢者（室たた）
- ボクにしなよと言うけれど（込由野しほ）
- 本日、キスの予定はございません。（川瀬あや）

#### ま行
- Myダーリンは〜〜なう。シリーズ（かれん）
- 白木蘭円舞曲（さいとうちほ）
- 魔女の媚薬（大海とむ）
- 魔女は二度喘ぐ（北川みゆき）
- 真夏のエデン（北川みゆき）
- 真夜中だけは好きでいて（畑亜希美）
- 未熟な花は開かれる（内田カリス）
- みだらな熱帯魚（北川みゆき）
- ミッドナイト・セクレタリ（大海とむ）
- 蜜夜婚〜付喪神の嫁御寮〜（大海とむ）
- もいちど彼と（宮園いづみ）
- もっと（×2・×3）あなたのオモチャ（長江朋美）
- モトカレWalker（東村アキコ）

#### や行
- ヤらみそ〜ヤらずに三十路はダメですか?（ながえ直）
- ようこそ青（吉村明美）
- 世にも劣悪なエリート婚（ましろ雪）
- ヨルカフェ。（円城寺マキ）

#### ら行・わ行
- ラブ・クリニック（すぎ恵美子）
- ラブ・トレ〜恋愛体質改善講座（横山真由美）
- リーガル・ラブ（安タケコ）
- 離婚を前提に、結婚してください。（市原ゆうき）
- レディー・マスカレード（さいとうちほ）
- 恋愛こじらせ選手権（横山真由美）
- 恋愛小説家は恋に堕ちない（笑夢かぇる）
- ロストガールは恋をする（藤原晶）
- 若くないのにワカコさん（ながえ直）
- わが家は奇跡であふれてる（畑亜希美）
- 私が恋などしなくても（一井かずみ）
- 私のヒモが最高です！（ましろ雪）
- ワナ・ラブ（みつきかこ）
- ワルイコトしようよ（時山はじめ）

## 映像化作品

### ドラマ
| 作品                             | 放送年 | 制作                     | 備考                 |
| -------------------------------- | ------ | ------------------------ | -------------------- |
| P.A.                             | 1998年 | 日本テレビ               |                      |
| 青い鳥症候群                     | 1999年 | テレビ朝日 大映テレビ    |                      |
| 薔薇のために                     | 2004年 | 台湾電視公司             | 番組名は『薔薇之恋』 |
| 死刑台の72時間                   | 2013年 | テレパック NHK           | 読み切りのドラマ化   |
| せいせいするほど、愛してる       | 2016年 | TBSテレビ                |                      |
| 突然ですが、明日結婚します       | 2017年 | フジテレビ               |                      |
| 恋がヘタでも生きてます           | 2017年 | 讀賣テレビ放送           |                      |
| 深夜のダメ恋図鑑                 | 2018年 | 朝日放送テレビ           |                      |
| 恋はつづくよどこまでも           | 2020年 | TBSテレビ                |                      |
| ラブファントム                   | 2021年 | 毎日放送                 |                      |
| 痴情の接吻                       | 2021年 | 朝日放送テレビ           |                      |
| どうせもう逃げられない           | 2021年 | 毎日放送 テレパック      |                      |
| つまり好きって言いたいんだけど、 | 2021年 | テレビ東京 TBSスパークル |                      |
| 王様に捧ぐ薬指                   | 2023年 | TBSテレビ                |                      |
| セクシー田中さん                 | 2023年 | 日本テレビ               | 姉系プチコミック作品 |
| 18歳、新妻、不倫します。         | 2023年 | 朝日放送テレビ           |                      |

| 作品                         | 公開年 | 配信先               | 備考                                                                |
| ---------------------------- | ------ | -------------------- | ------------------------------------------------------------------- |
| はぴまり〜Happy Marriage!?〜 | 2016年 | Amazonプライムビデオ |                                                                     |
| 30禁                         | 2020年 | FOD                  | 姉系プチコミック作品で、番組名は『30禁 それは30歳未満お断りの恋。』 |

### 映画
| 作品     | 公開年 | 配給               | 備考        |
| -------- | ------ | ------------------ | ----------- |
| 官能小説 | 2007年 | トルネードフィルム | PG-12指定。 |

## 姉妹誌

### プチコミック増刊
1978年に創刊。1980年まで隔月刊（偶数月刊）で、奇数月刊の『プチコミック』と交互に発行。現在は季刊（4月、7月、10月、1月号を刊行）。発売日は刊行月の前々月（2月、5月、8月、11月）。2017年2月号増刊冬号よりデジタル版も刊行。2019年冬号までは「プチコミック増刊」デジタル版としての刊行だったが、2019年6月号から「デジプチ」として月刊化。季刊誌であるプチコミック増刊1冊分を3号に分けて刊行する形になっている。「デジプチ」としては毎月8日発売。2022年10月17日発売の秋号にリニューアルし、版型がB5判に変更となる。

#### 連載作品
- 愛をちょーだい!（おおや和美）
- 世界はボクらのために!（円城寺マキ）
- マリッジ・メーカー（椎葉ナナ）
- この恋、お護り申し上げる（和久原にこ）
- 女の引っ越しの9割は恋のせいである（笑夢かぇる）：2022年秋号[19] -
- スパダリ育成計画（香椎へんり）：2022年秋号[19] -
- とあるおふたり暮らし（込由野しほ）：2022年秋号[19] -

### 姉系プチコミック
2010年5月に創刊。略称は「姉プチ♥」で本誌よりも年齢層が上の30歳前後のアラサー女性をターゲットとしている。キャッチコピーは「まんがだけがくれる贅沢を」。創刊号の執筆陣は赤石路代・篠原千絵・東村アキコ・北川みゆき・吉原由起など。2014年8月5日発売の17号より隔月刊化される。2020年9月号にリニューアルされ、判型がB5判に変更となる。デジタル版も刊行されており、2019年3月号までは「姉系プチコミック」デジタル版としての刊行だったが、2019年5月号より「姉プチデジタル」として月刊化。隔月刊である姉系プチコミック1冊分を2号に分けて刊行する形となる。「姉プチデジタル」としては毎月8日発売。

#### 連載作品

##### 姉系プチコミック現在連載中の作品
2025年5月号現在。
- 悪し妻かたり（大海とむ）
- 大人失格（山本巳未）
- 霧の森ホテル（篠原千絵）
- 今宵もお待ちしております（北川みゆき）
- 空の音色（水沢めぐみ）
- だから僕たちはモテない（藤原よしこ）
- 「墜落と追憶」（一井かずみ）
- VS残念ガール（畑亜希美）
- 箱庭の茶室（赤石路代）
- 真綿の檻-環奈編-（尾崎衣良）
- 類は変と恋を呼ぶ（粒見よう子）
- レス-下手くそなのはお互いさまです。-（深海魚）

##### 姉プチデジタル限定連載中の作品
2025年4月号現在。
- 永久就職はありません！（藤井みつる）
- 極カノ〜極道とカノジョ〜（しがの夷織）
- 堕悪魔ルシェルの禁断の誘惑（長江朋美）
- 猫と夜空の下で（高田りえ）
- ハッピーエンドの神様（織田綺）
- パパとダディ（おおや和美）※『姉系プチコミック』→『姉プチデジタル』
- 冬子の婿取り（小純月子）

##### 過去の連載作品
- 愛だけ探していられない（藤井みつる）
- あしなが王子様は失恋する（藤原よしこ）
- あなたのオモチャ 新婚編（長江朋美）
- アンダーヒーロー（高田りえ）
- アンハッピーエンド・ラブ（畑亜希美）
- イケメン社長飼い始めました。（長江朋美）※姉プチデジタル限定
- 一度セックスするまで死ねない!（深海魚）
- 一階角部屋/良縁付（ながえ直）
- 癒やし乙女と極道王子（長江朋美）
- うしろに何かみえてますが（赤石路代）
- 嘘、ときどき微熱（北川みゆき）
- エキストラ・ガール（赤石路代）
- おかしなふたり（藤原よしこ）
- おしり愛〜診察中〜（高田りえ）
- 海神の花嫁（小純月子）※姉プチデジタル限定
- 鎌倉けしや闇絵巻（赤石路代）
- 君の手が紡ぐ（水沢めぐみ）
- 清くふしだらな僕ら（畑亜希美）
- 傾城（藤井みつる）※姉プチデジタル限定
- 恋ばっかりじゃ生きてけません。（織田綺）
- 恋は翼（織田綺）
- 子持ちの惑星（小出真朱）
- 今宵もあなたが眠るまで（藤原よしこ）
- さいごのおんな（北川みゆき）
- 佐々木の完璧（すもと亜夢）
- 30禁（畑亜希美）
- 執事のご主人様（織田綺）※姉プチデジタル限定
- 好きになるまで傷つけて（深海魚）
- 青春ピース（はやかわともこ）
- セカンド・パラダイス（おおや和美）
- セクシー田中さん（芦原妃名子）※未完で終了[24]
- 全力他力本願（はやかわともこ）※姉プチデジタル限定
- その男、運命につき（北川みゆき）
- その女に恋するべからず（おおや和美）
- だってわたし、可愛いんです。（小純月子）※姉プチデジタル限定
- 旦那さまは今日もイクメン!（佐藤渚）
- データはきみだと言うけれど（和久原にこ）※姉プチデジタル限定
- てのひらに秘密をひとつ（尾崎衣良）
- 年下彼氏溺愛日記（横山真由美）
- 泣けない女の物語（すもと亜夢）
- 涙切姫〜のぼうの城 甲斐姫列伝〜（木嶋えりん、和田竜『のぼうの城』番外編）
- ネガティブパパの日常（粒見よう子）
- 恥ずかしいので、また今夜（深海魚）
- 初恋写真館（朝永有）※電子版限定
- パティオの王様たち（おおや和美）
- 花が咲く頃 お婿にどうぞ。（おおや和美）※姉プチデジタル限定
- 流行りにノリたい私たち（ながえ直）
- 薔薇の色の日々（はやかわともこ）※姉プチデジタル限定
- 日南子さんの理由アリな日々（水沢めぐみ）
- ふつつかものですが（おおや和美）
- プレイアゲイン（あらいきよこ）
- 僕だけのバタフライ（北川みゆき）
- ママの言いなり!（粒見ようこ）
- 水戸のお局（あらいきよこ）
- メフィストフェレスは誰?（吉原由起）
- モンスターな女たち（あらいきよこ）
- 夢の雫、黄金の鳥籠（篠原千絵）
- レンタル花丸男子（高田りえ）
- 私の隣のクズ天使（石高屋）※姉プチデジタル限定

### 妻プチ
2019年12月、デジタル限定雑誌として新創刊。創刊号は2020年1月号。毎月8日に配信。「妻たちの物語」をテーマとし、『プチコミック』より「刺激を求める」作品を掲載。創刊号の表紙は星野正美が担当。

#### 連載作品
太字は2025年9月号（2025年8月8日）現在連載中の作品。
- アラフォー戦隊ラブチアーズ（横山真由美）：2020年1月号 - 2020年10月号
- 長男の妻〜玉の輿には裏がある〜（星野正美）：2020年1月号 - 2021年3月号
- 離婚と結婚は紙一重（あらいきよこ）：2020年1月号 - 2021年3月号
- 終わらない吐息（森ちづる）：2020年4月号 - 2022年7月号 ※シリーズ連載
- それ、墓まで持って行きます？（ながえ直）：2020年5月号 - 2021年6月号
- 旦那さまは今日もイクメン！（佐藤渚）：2020年9月号 - 2020年11月号、2021年9月号 - 2023年6月号
- つまり、アレ。（横山真由美）：2020年11月号 - 2021年2月号
- 本当は怖いママ友の話（なかにしひろみ）：2021年3月号 - 2021年5月号
- 崖っぷちでしっぽりサスペンスしてたら新婚女将になってた私（横山真由美）：2021年4月号 - 2022年5月号
- 妻の仮面をつける時（星野正美）：2021年4月号 - 2023年3月号
- 奥様は霊媒師（今井康絵）：2021年5月号 - 2021年10月号
- 他人の不幸は蜜の味（あらいきよこ）：2021年5月号 - 2022年12月号
- さようなら、エデン（わたなべ志穂）：2021年8月号 -
- おしえてあげるわ おんなというものを（ながえ直）：2021年9月号 - 2022年2月号
- 妻の焦燥、夫の憂鬱（なかにしひろみ）：2021年10月号 - 2021年12月号
- 恋人は旦那さま〜Dear you これからも〜（山田こもも）：2021年12月号 - 2023年4月号
- 美人探偵A〜私の夫はどこ？〜（今井康絵）：2022年3月号 - 2022年10月号
- バツから始める初恋リベンジ（ながえ直）：2022年4月号 - 2023年4月号
- 鬼嫁にタワマン（粒見よう子）：2022年5月号 -
- ストーカーは突然に（なかにしひろみ）：2022年5月号 - 2022年10月号
- 転生ギャル勇者と囚われの姫〜モラハラ義実家を攻略せよ〜（横山真由美）：2022年7月号 -
  - モラ夫成敗しときました★〜転生ギャル勇者と囚われの姫スピンオフ〜（横山真由美）：2024年11月号 -
- 恋する星の甘い憂鬱（森ちづる）：2022年10月号 - ※シリーズ連載
- 恋も結婚もしてないのに、ママになりました。（内田カリス）：2022年11月号 - ※2023年2月号より休載中
- ねこは仮面夫婦を救えるか（石高屋）：2022年11月号 - 2023年12月号
- あなたのスマホ、知らないアプリ入っていませんか？（今井康絵）：2022年12月号 - 2024年12月号 ※シリーズ連載
- 相続〜金の切れ目が愛の切れ目〜（帆苅梨花）：2023年1月号 - 2023年3月号
  - 相続〜遺りものには幸か不幸か〜（帆苅梨花）：2023年5月号 - 2023年7月号
  - 相続〜正直者はバカを見る？〜（帆苅梨花）：2023年9月号 - 2023年11月号
- 私ってうざい？キモい？面倒くさい？（あらいきよこ）：2023年2月号 - 2025年2月号
- いじめの代償、結婚の行く末（大塩七華）：2023年5月号 - 2023年9月号
- 死にたくないので愛さないでください（ながえ直）：2023年5月号 - 2025年1月号
- フェイク・マリッジ〜元彼の子を身ごもって捨てられたらセレブ彼に求婚されました〜（星野正美）：2023年5月号 -
- 妻の心を奪うヤツは消すと決めています（佐藤渚）：2023年7月号 - 2023年9月号
- マタハラ〜オフィスに妊婦は邪魔ですか〜（大塩七華）：2023年11月号 - 2024年3月号
- かぞくごっこ！（佐藤渚）：2023年12月号 - 2024年4月号
- 極と蕾〜極道と恋を知らない人妻と〜（井山ゆー）：2023年12月号 -
- 夫との復縁をうさぎが阻止してきます（石高屋）：2024年2月号 - 2024年11月号
- 偏差値の悪魔〜その中学受験、本当に子どものためですか？〜（帆苅梨花）：2024年4月号 -
- 孤育て〜ひとり育児は限界です〜（大塩七華）：2024年6月号 - 2025年8月号
- 仕組まれ婚〜離婚できない理由があります〜（佐藤渚）：2024年8月号 - 2024年12月号
- 予知夢三姉妹（なかにしひろみ）：2024年8月号 - 2025年3月号
- 山本は主夫になりたい〜ナナシの初恋泥棒〜（ながえ直）：2025年2月号 -
- サモエドが可愛すぎて離婚できない（石高屋）：2025年3月号 -
- 一生ひとりで生きていくと決めたのに血のつながらない兄が同居してきて困ってます（あらいきよこ）：2025年5月号 -
- #サレ妻はSNSで復讐する（なかにしひろみ）：2025年9月号 -

### プチプチコミック
2022年10月に創刊された電子雑誌。毎月8日ごろに配信。略称は「プチプチ」。本誌は『プチコミック』の付録小冊子のデジタル版で、「忙しい大人が隙間の“プチ”時間に“プチ”価格で楽しめる」というコンセプトの雑誌である。「読みきり形式のラブストーリー」作品の掲載や、『プチコミック』や『姉系プチコミック』の連載作品の番外編や特別編が出張掲載されている。

## 発行部数
- 2003年9月1日 - 2004年8月31日、121,250部[28]
- 2004年9月 - 2005年8月、117,583部[28]
- 2005年9月1日 - 2006年8月31日、111,833部[28]
- 2006年9月1日 - 2007年8月31日、110,250部[28]
- 2007年10月1日 - 2008年9月30日、111,250部[28]
- 2008年10月1日 - 2009年9月30日、106,167部[28]
- 2009年10月1日 - 2010年9月30日、105,000部[28]
- 2010年10月1日 - 2011年9月30日、103,584部[28]
- 2011年10月1日 - 2012年9月30日、100,750部[28]
- 2012年10月1日 - 2013年9月30日、95,819部[28]
- 2013年10月1日 - 2014年9月30日、90,417部[28]
- 2014年10月1日 - 2015年9月30日、87,000部[28]
- 2015年10月1日 - 2016年9月30日、85,500部[28]
- 2016年10月1日 - 2017年9月30日、81,917部[28]
- 2017年10月1日 - 2018年9月30日、73,417部[28]
- 2018年10月1日 - 2019年9月30日、65,000部[28]
- 2019年10月1日 - 2020年9月30日、51,917部[28]
- 2020年10月1日 - 2021年9月30日、44,500部[28]
- 2021年10月1日 - 2022年9月30日、35,333部[28]
- 2022年10月1日 - 2023年9月30日、25,250部[28]
- 2023年10月1日 - 2024年9月30日、20,500部[28]